# Și clasa noastră muncitoare merge în paradis
Și clasa noastră muncitoare merge în paradis este un film românesc din 1991 regizat de Viorel Branea.